# سياحة المثليين

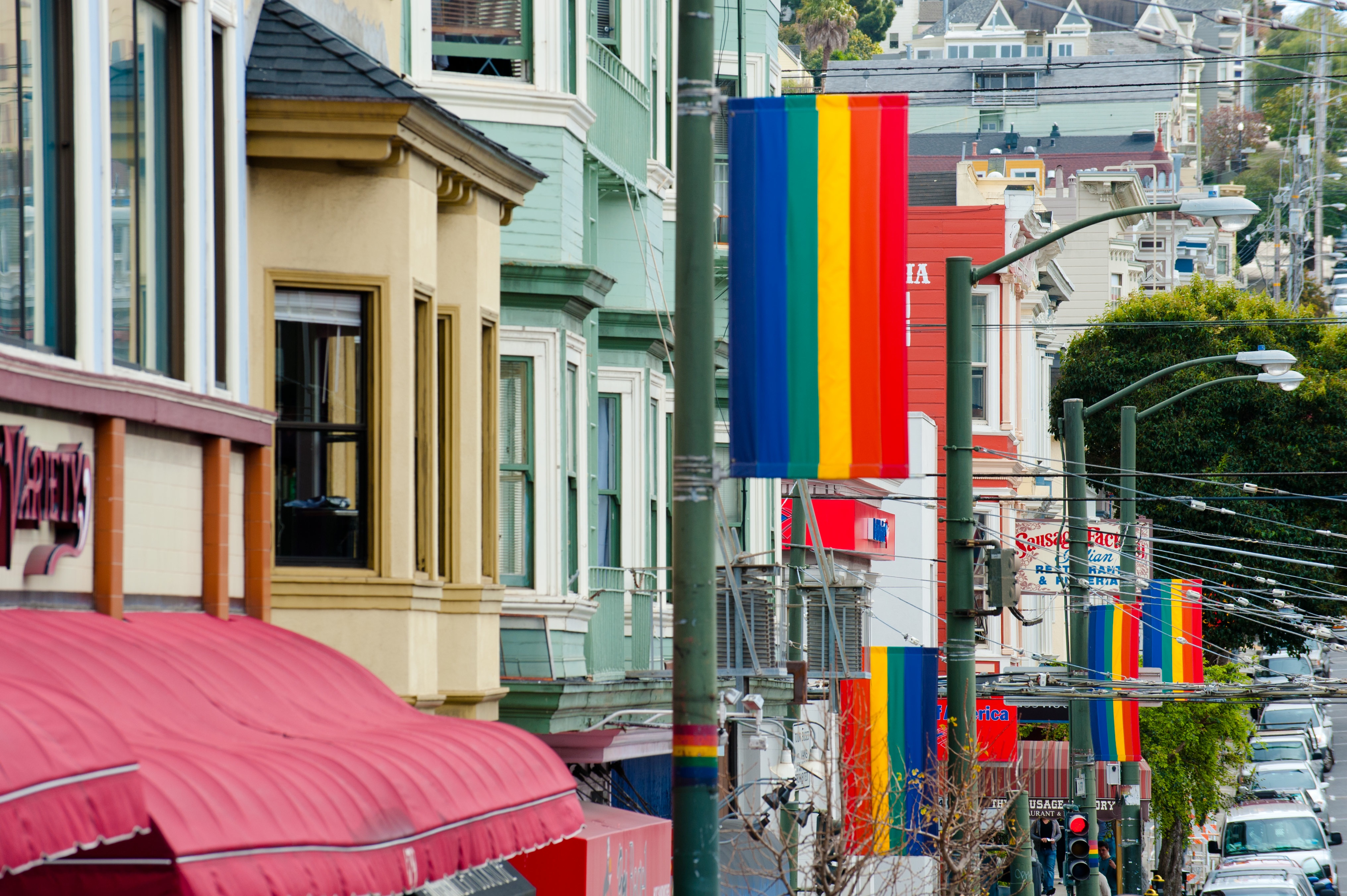
ذي كاسترو في سان فرانسيسكو

السياحة المثلية (باللغة الإنجليزية: Gay tourism) أو سياحة المثليين (باللغة الإنجليزية: LGBT tourism) هو شكل من أشكال السياحة التي يتم تسويقها للأشخاص المثليين والمثليات ومزدوجي التوجه الجنسي والمتحولين جنسيا. قد يكون هؤلاء الأشخاص مفصحين حول توجههم الجنسي أو هويتهم الجندرية في بعض الأحيان، ولكن أقل من ذلك في المناطق المعروفة بالعنف ضد الأشخاص المثليين.
المكونات الرئيسية للسياحة المثليين هي للوجهات والإقامة وخدمات السفر التي ترغب في جذب السياح المثليين؛ الأشخاص الذين يتطلعون إلى السفر إلى وجهات صديقة للمثليين، الأشخاص الذين يرغبون في السفر مع أشخاص آخرين من مجتمع المثليين عند السفر بغض النظر عن الوجهة؛ والمسافرين من مجتمع المثليين الذين يهتمون بشكل أساسي بالقضايا الثقافية والسلامة. أصبح مصطلح «غايكايشن» (gaycation) يعني إصدارًا من عطلة تتضمن جانبًا واضحًا لثقافة المثليين، سواء في الرحلة أو الوجهة. تشمل صناعة سياحة المثليين وجهات (مكاتب السياحة ومكاتب المؤتمرات والزوار) ووكلاء السفر والإقامة ومجموعات الفنادق وشركات الرحلات وخطوط الرحلات وشركات الإعلانات والعروض الترويجية التي تقوم بتسويق هذه الوجهات لمجتمع المثليين. تزامنت مع زيادة ظهور مجتمع المثليين في التسعينات، ظهرت زيادة في السياحة المثليّة الصديقة للعائلة في 2000، على سبيل المثال آر العطلات العائلية التي تتضمن أنشطة وترفيه موجهًا للأزواج بما في ذلك حفلات زواج المثليين. تم تنظيم أول رحلة بحرية لشركة آر العطلات العائلية على متن قارب «نورويجيان داون» التابع لشركة «نورويجيان كروز لاينز» مع 1600 راكب من بينهم 600 طفل.
أصبحت الشركات الكبرى في صناعة السفر على دراية بالأموال الضخمة (المعروفة أيضًا باسم «الدولار الوردي» أو «الجنيه الوردي») الناتجة عن هذا المجال التسويقي وجعلته من نقطة الانضمام إلى مجتمع المثليين وحملات سياحة المثليين. وفقًا لتقرير جامعة السفر لعام 2000، كان 10% من السياح الدوليين من المثليين والمثليات، يمثلون أكثر من 70 مليون وافد في جميع أنحاء العالم. من المتوقع أن يستمر نمو هذا القطاع من السوق نتيجة للقبول المستمر لأفراد المثليين وتغيير المواقف تجاه الأقليات الجنسية والجندرية. خارج الشركات الكبرى، يُقدم للسائحين من المثليين أدوات سياحية تقليدية أخرى، مثل شبكات الضيافة للأفراد المثليين الذين يقدمون ضيافة أخرى خلال رحلاتهم وحتى تبادل المنازل حيث يعيش الناس في منازل بعضهم البعض. تتوفر أيضًا في جميع أنحاء العالم مجموعات اجتماعية للمقيمين والمغتربين للمثليين وأصدقائهم.

## وجهات سفر المثليين

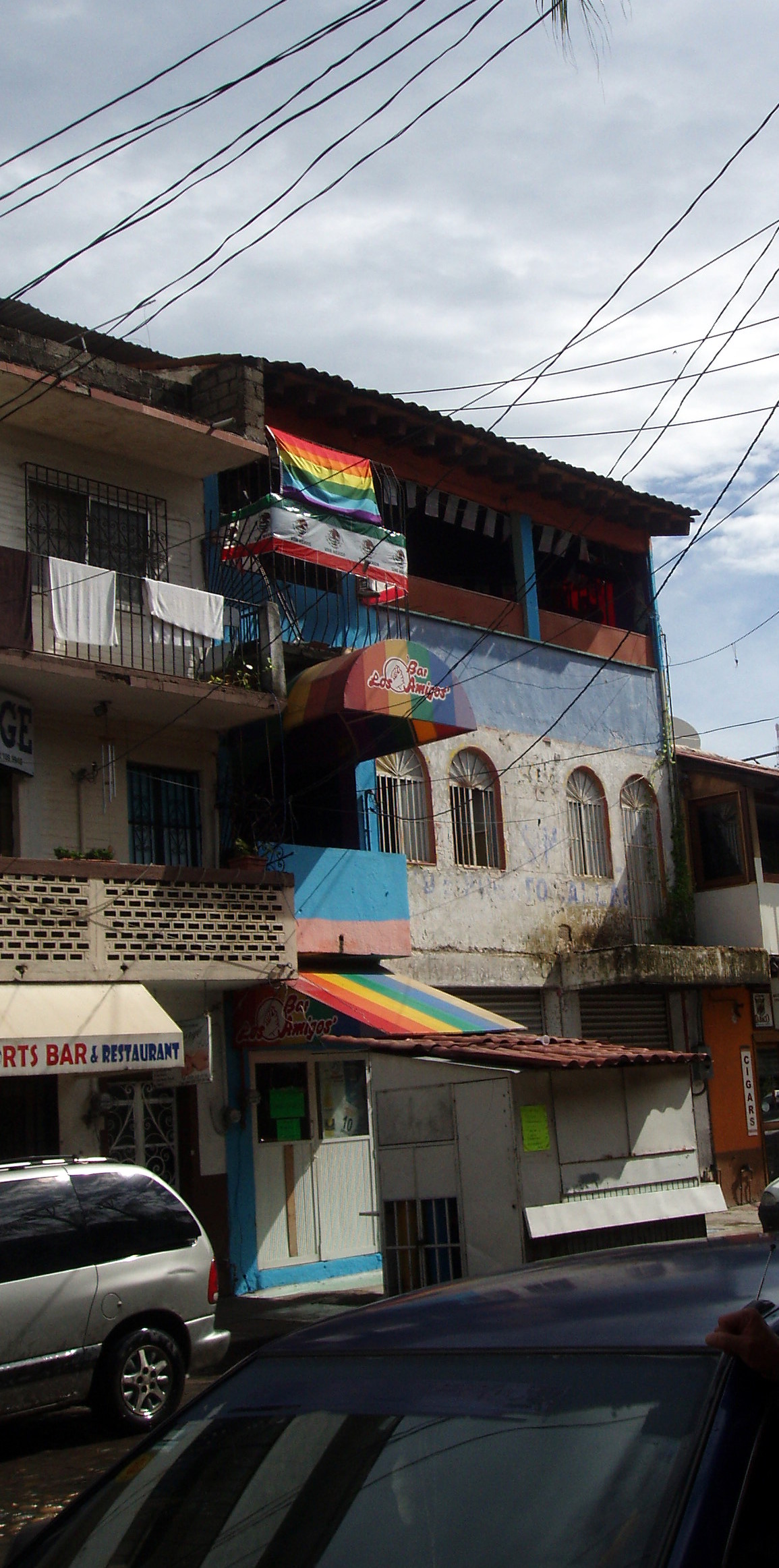
نادي للمثليين في وجهة سياحية للمثليين - بويرتو فالارتا، المكسيك

تحظى وجهات سفر المثليين بشعبية نظرًا لأن لديهم عادةً مواقف متسامحة أو ليبرالية تجاه مجتمع المثليين، وتوفر بنية تحتية صديقة للمسافرين من مجتمع المثليين (مثل الحانات، والشركات، والمطاعم، والفنادق، والحياة الليلية، والترفيه، ووسائل الإعلام، والمنظمات، وما إلى ذلك)، فرصة التواصل الاجتماعي.
غالبًا ما تكون وجهات سفر المثليين مدنًا كبيرة، ويمكن أن تتزامن مع وجود أحياء للمثليين. غالبًا ما تعمل هذه الأحياء بنشاط لتطوير سمعتها باعتبارها آمنة وممتعة للسكان المثليين الذين يسافرون إليها.
وفقًا لموقع "GayTravel.com" (في عام 2019)، فإن أفضل الوجهات الصديقة للمثليين في العالم هي: 1. بويرتو فالارتا، المكسيك؛ 2. مدينة نيويورك، الولايات المتحدة؛ 3. تل أبيب، إسرائيل؛ 4. سان فرانسيسكو، الولايات المتحدة؛ 5. لندن، إنجلترا؛ 6. بانكوك، تايلاند؛ 7. ميامي، الولايات المتحدة؛ 8. أمستردام، هولندا؛ 9. مدريد، إسبانيا؛ 10. برلين، ألمانيا.
تمثل صناعة سياحة المثليين ما يقدر بنحو 65 مليار دولار أمريكي على سفر المثليين في الولايات المتحدة وحدها، وفي أوروبا، قدرت سوق سياحة المثليين بحوالي 50 مليار يورو سنويًا من قبل جمعية السياحة الأوروبية للمثليين. يتمتع مجتمع المثليين الكبار في الولايات المتحدة الأمريكية بقدرة إنفاق اقتصادية إجمالية تزيد على 600 مليار دولار سنويًا، وفقًا ل«ويتاك كومبس».
كانت فيلادلفيا هي الوجهة الأولى في العالم التي تبث إعلانًا تلفزيونيًا مخصصًا لسياحة المثليين. كانت فيلادلفيا أيضًا الوجهة الأولى التي تجري دراسة بحثية تهدف إلى وجهة محددة للتعرف على سفر المثليين إلى مدينة معينة.

## منظمو السياحة
تعقد المؤسسة الدولية لسفر المثليين (باللغة الإنجليزية: International LGBTQ+ Travel Association) مؤتمرا عالميا سنويا وأربع ندوات في وجهات سياحية مختلفة حول العالم. تستقطب كل ندوة أكثر من 500 ممثل عن مكاتب المؤتمرات والزوار، وكالات السياحة ومنشورات السفر التي تتخصص في سوق المثليين والمثليات. تأسست المؤسسة عام 1983، وتمثل حاليًا أكثر من 2000 عضو. مقرها الرئيسي في فورت لودرديل، فلوريدا. عُقد «المؤتمر الدولي السنوي ال37 للمؤسسة الدولية لسفر المثليين» في ميلانو، إيطاليا في الفترة من 6 إلى 9 مايو 2020.
مع تسعة إصدارات في السنة، تعد «مجلة باسبورت» (باللغة الإنجليزية: Passport Magazine) حاليًا مجلة السفر الوحيدة للمثليين والمثليات التي لا تزال تصدر في الولايات المتحدة. وهي متوفرة دوليا. عززت «سبارتاكوس إنترناشيونال» (باللغة الإنجليزية: Spartacus International) و «فانمابس» (باللغة الإنجليزية: FunMaps) مابيلوود، نيو جيرسي، الشركات الصديقة للمثليين والمثليات منذ عام 1982. أحد خبراء التسويق المثليين والمثليات في أوروبا هو في الخارج الآن للاستشارات (باللغة الإنجليزية: Out Now Consulting).
تعمل «جمعية المثليين الأوروبيين للسياحة» (باللغة الإنجليزية: Gay European Tourism Association) على تشجيع وتعزيز سياحة المثليين في أوروبا.
افتتح خوان ب. خوليا بلانش، الناشط في حقوق المثليبن، فنادق أكسل (باللغة الإنجليزية: Axel Hotels)، وهي أول سلسلة فنادق صديقة للمثليين في مدن ودول مختلفة حول العالم.

## السفر العائلي للمثليين
يحتوي هذا القسم على محتوى مكتوب كإعلان.
في يوليو 2004، أطلقتروزي أودونيل آر للعطلات العائلية، وهي أول شركة للرحلات البحرية مخصصة للآباء والأمهات من مجتمع المثليين وموجهة لهم. نظرًا لأن العديد من المنتجعات والفنادق الصديقة للمثليين لديها سياسة عدم وجود أطفال، فإن العائلات المثلية لديها خيارات محدودة للسفر (مع جميع أفراد العائلة) داخل مجتمعهم.
هناك مخيمات للمثليين تساعد الأسر المكافحة. تقدم المخيمات أنشطة للمتعة مثل السباحة وركوب الخيل وحرائق المخيم، لكنها تقدم أيضًا ورش عمل لبناء الثقة وتمارين للتأكيد وبرامج العدالة الاجتماعية - وكلها عروض مهمة جدًا لمجتمع المثليين.

## أحداث المثليين

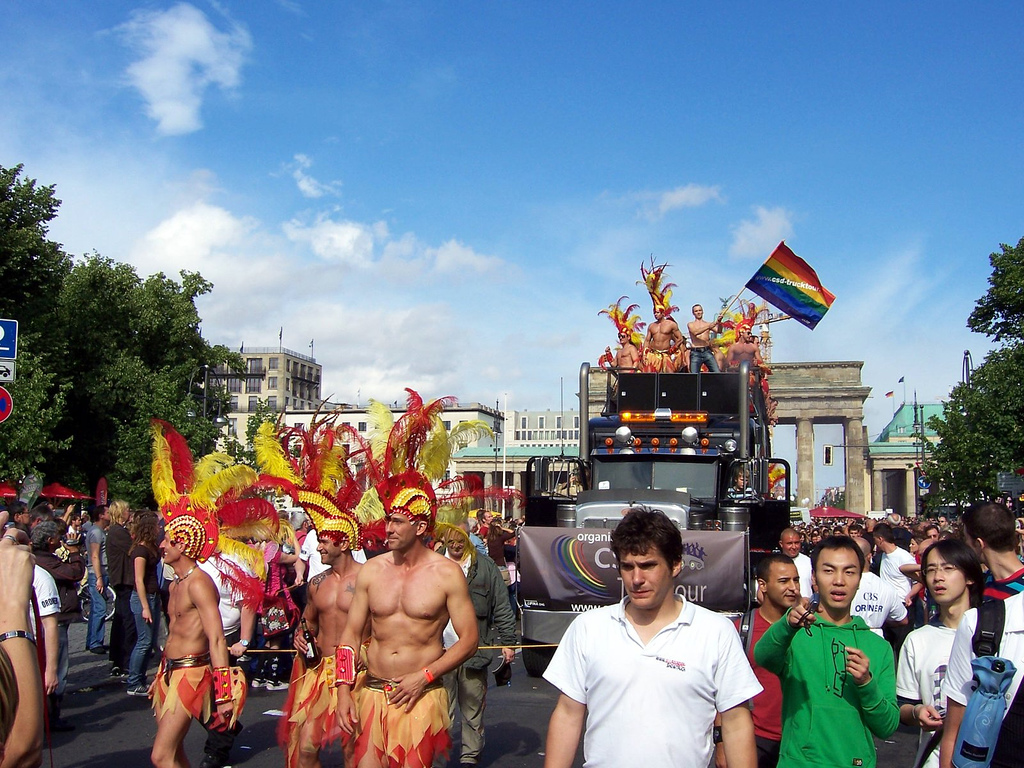
مسيرة فخر برلين للمثليين

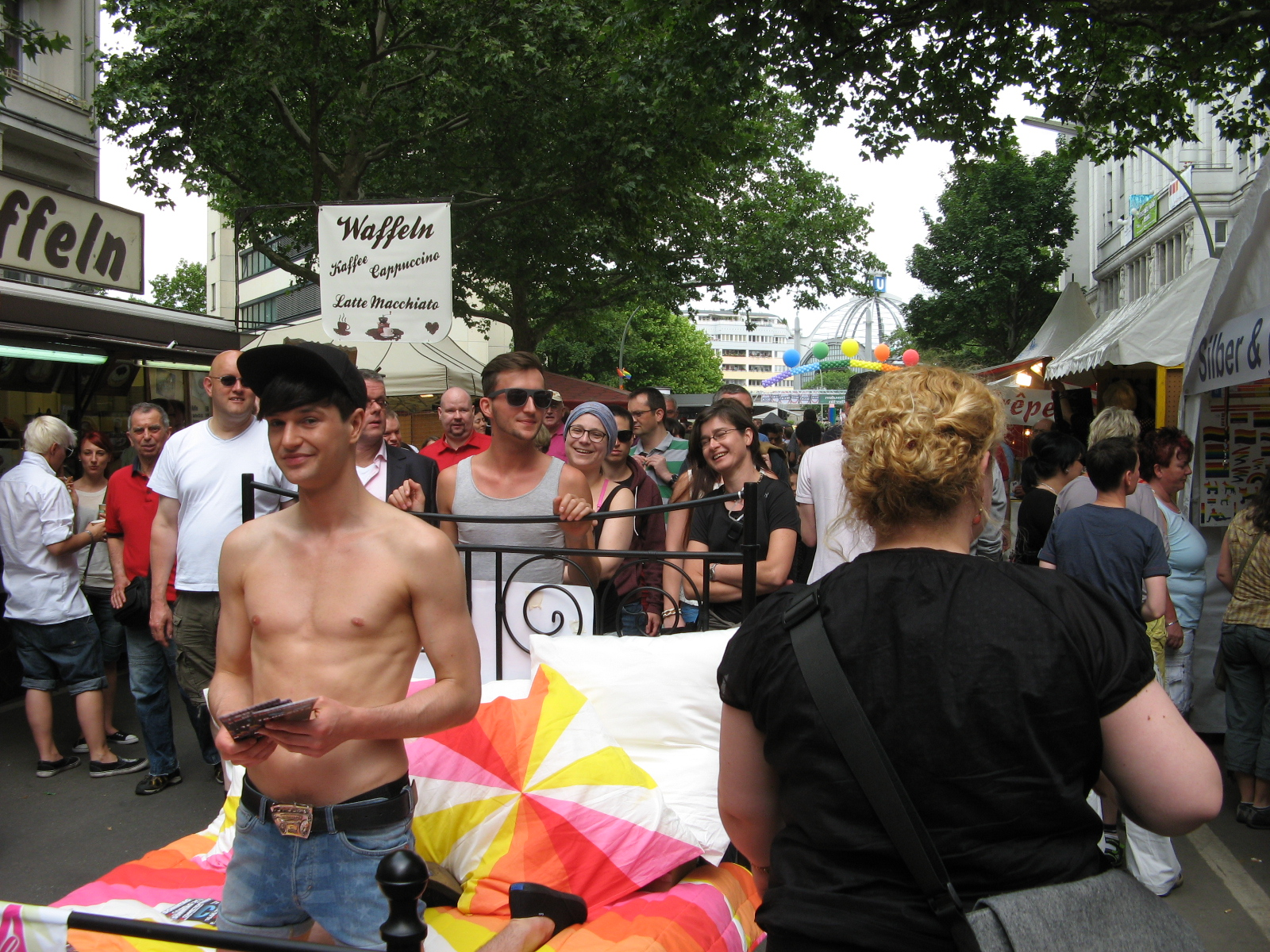
مهرجان المدينة للمثليين والمثليات في برلين

وفقًا لموقع GayTravel.com، فإن أفضل عشرة أحداث فخر للمثليين في عام 2011 هي:
- سيدني ماردي غرا للمثليين والمثليات
- مسيرة القنال في أمستردام
- فخر برلين
- فخر بوينس آيرس
- فخر سان فرانسيسكو
- الفخر في لندن
- فخر نيويورك
- فخر مدريد
- فخر مونتريال
- فخر يوم الذكرى في بنساكولا بيتش

بدأ مهرجان المدينة للمثليين والمثليات في برلين في عام 1993 بحضور حوالي 450.000 - 500.000 شخص كل عام.
بعض الأمور الأخرى التي يجب ملاحظتها: هذه أحداث الفخر الأكبر في الولايات المتحدة ولكن في فئات فريدة، الأول هو أكبر «حدث فخر للمثليين غير الرسمي»، والثاني هو أكبر حدث فخر مجاني للمثليين، والثالث هو أكبر حدث فخر للمثليين في المدن الصغيرة:
- أيام المثليين في عالم والت ديزني في أورلاندو، فلوريدا. يقام هذا في عطلة نهاية الأسبوع الأولى في يونيو ويعد واحدًا من أكبر أحداث فخر المثليين غير الرسمية في العالم. منذ بدء أيام المثليين، شارك حوالي 150.000 شخص في هذا الحدث الذي يستمر ستة أيام ويتضمن «17 حفلة بلياردو، ومعرضا لرجاال الأعمال، ومؤتمرا كتب رسوم هزلية، ومهرجان أفلام، ورحلة بعد ساعات إلى حديقة ديزني المائية، واللوحة المزركشة، وأنهار من الكحول للبالغين، وفي الخامس من يونيو تتويج رائع: حوالي 20.000 إلى 30.000 من المثليين والمثليات وأسرهم وأصدقائهم الذين ينزلون إلى عالم ديزني، الجميع يرتدون القمصان الحمراء للدلالة على وجودهم.»

- فخر سياتل في سياتل، ولاية واشنطن. يقام في نهاية الأسبوع الأخير من شهر يونيو، وهو أكبر مهرجان فخر للمثليبن مجاني في البلاد. يتضمن مهرجان فخر كابيتول هيل الذي يحتوي على مراحل خارجية، ومنطقة للأطفال تقدم عروضا ترفيهية عائلية حتى الساعة 6 مساءً - الأحداث بعد الساعة 6 مساءً وحتى الساعة 21 مساءً. ثم تقام يوم الأحد مسيرة فخر المثليين التي تمر عبر وسط مدينة سياتل وتنتهي في مهرجان أكبر في مركز سياتل. ويشمل «4 مراحل، والترفيه على مستوى عالمي، والعمل والدعوة لمجتمع المثليين، وآلافا من البائعين».

- فخر شرق وسط مينيسوتا في مدينة باين، مينيسوتا. تم عقده في نهاية الأسبوع الأول في يونيو، وفي عام 2005، كان أول فخر المثليين في مدينة صغيرة في الولايات المتحدة. واستمرت على الرغم من احتجاجات المسيحيين المحافظين، ووصفت نفسها بأنها «فخر المثليين للمدينة الصغيرة في مينيسوتا!»، حيث تجذب الناس من جميع أنحاء مينيسوتا الشرقية والوسطى وما وراءها.[20][21]

يرجى الرجوع إلى قائمة أحداث المثليين للحصول على قوائم وتواريخ أحداث فخر المثليين.

## موارد سفر المثليين
العديد من مواقع السفر الإلكترونية الآن ميزة خيارات البحث لسفر المثليين. لا تزال موارد السفر الأكثر شعبية تلك الموجودة في مؤسسات الإعلامية المثليين المحلية ومواقع الأخبار والمواقع الإلكترونية للمثليين. يقدم مكتب الشؤون القنصلية التابع لوزارة الخارجية الأمريكية الآن معلومات حول سفر المثليين ويعطي نصائح حول ما يمكنك القيام به قبل السفر. كما يوفر الكثير من المعلومات الجيدة حول المشكلات المختلفة التي كان يجب الاهتمام بها قبل السفر. إذا قامت عائلة مثلية بالسفر معًا، فإنها تقدم كتابًا جيبًا يمكن للناس أن يأخذوه معهم في رحلتهم للتأكد من عدم مواجهة أي مشكلات.
في حوالي 70 دولة، توجد قوانين تجرم العلاقات الجنسية المثلية بالتراضي. من المهم التحقق من قوانين البلد قبل السفر لتجنب المشكلات.